# Courtomer (Orne)
Courtomer è un comune francese di 745 abitanti situato nel dipartimento dell'Orne nella regione della Normandia.

## Società

### Evoluzione demografica
Abitanti censiti